# Buddleja corrugata
Buddleja corrugata är en flenörtsväxtart som beskrevs av Marcus Eugene Jones. Buddleja corrugata ingår i släktet buddlejor, och familjen flenörtsväxter. Inga underarter finns listade i Catalogue of Life.